# Carlos González (ur. 1993)
Carlos Gabriel „Cocoliso” González Espinola (ur. 4 lutego 1993 w Villarrice) – paragwajski piłkarz występujący na pozycji napastnika, reprezentant Paragwaju, od 2025 roku zawodnik argentyńskiego Newell’s Old Boys.